# 从熙公祠
23°28′29″N 116°38′33″E / 23.47472°N 116.64250°E
从熙公祠，全国重点文物保护单位，位于广东省潮州市潮安县彩塘镇金砂一村。

## 简介
从熙公祠始建于清同治九年(1870年)，至光绪九年(1883年)结束，共十四年。由旅居马来西亚柔佛洲侨领陈旭年兴资所建，为私家祠堂。其潮州石雕、潮州木雕艺术十分精湛华美。其石雕双面镂空，雕有梅、竹、菊等植物及各类鸟兽，构成“喜鹊登梅”等喜庆画面。祠分前后两进，附有天井、抱厦、两廊及后包，四厅相向。

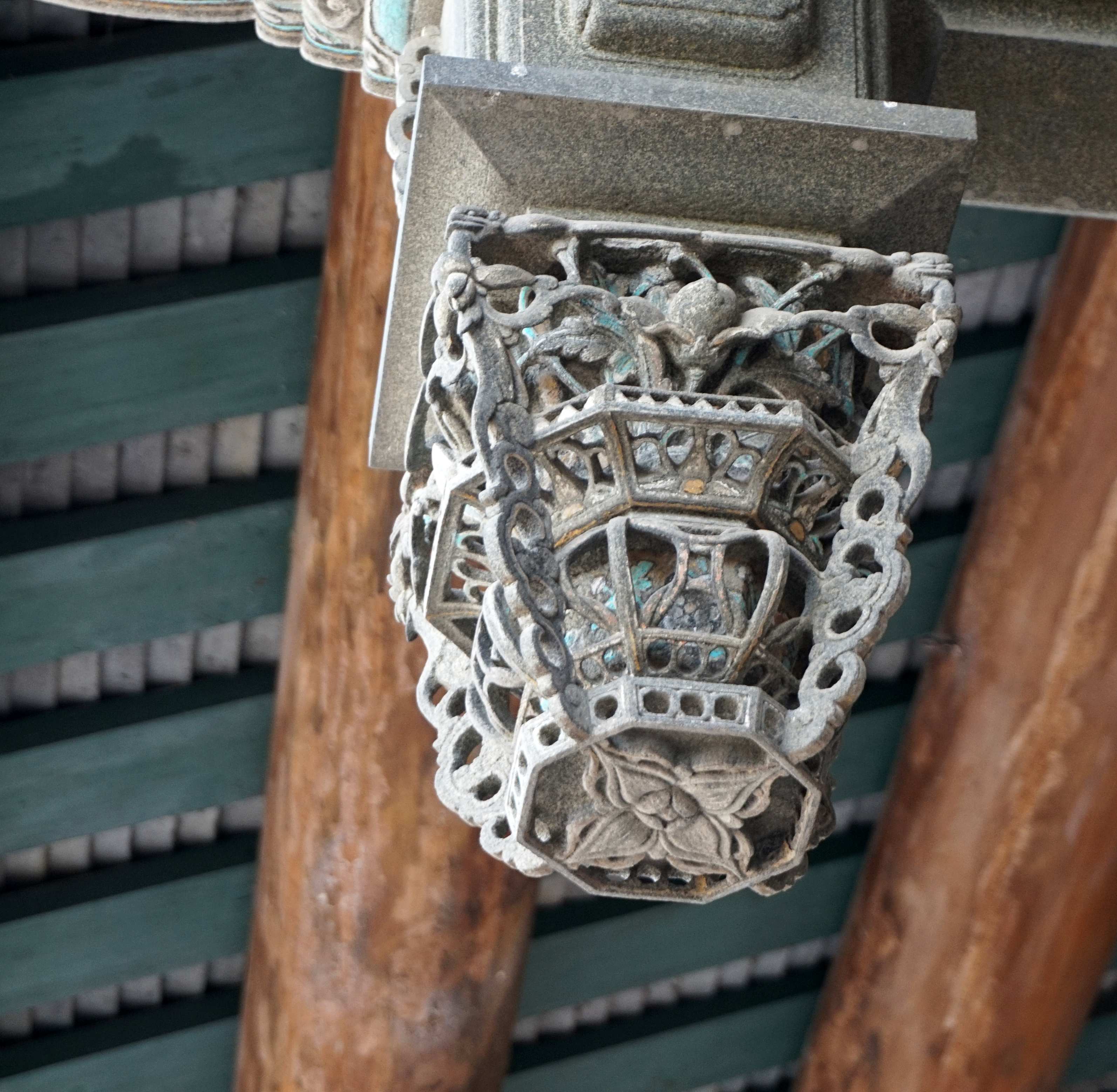
石雕“玉堂富贵”
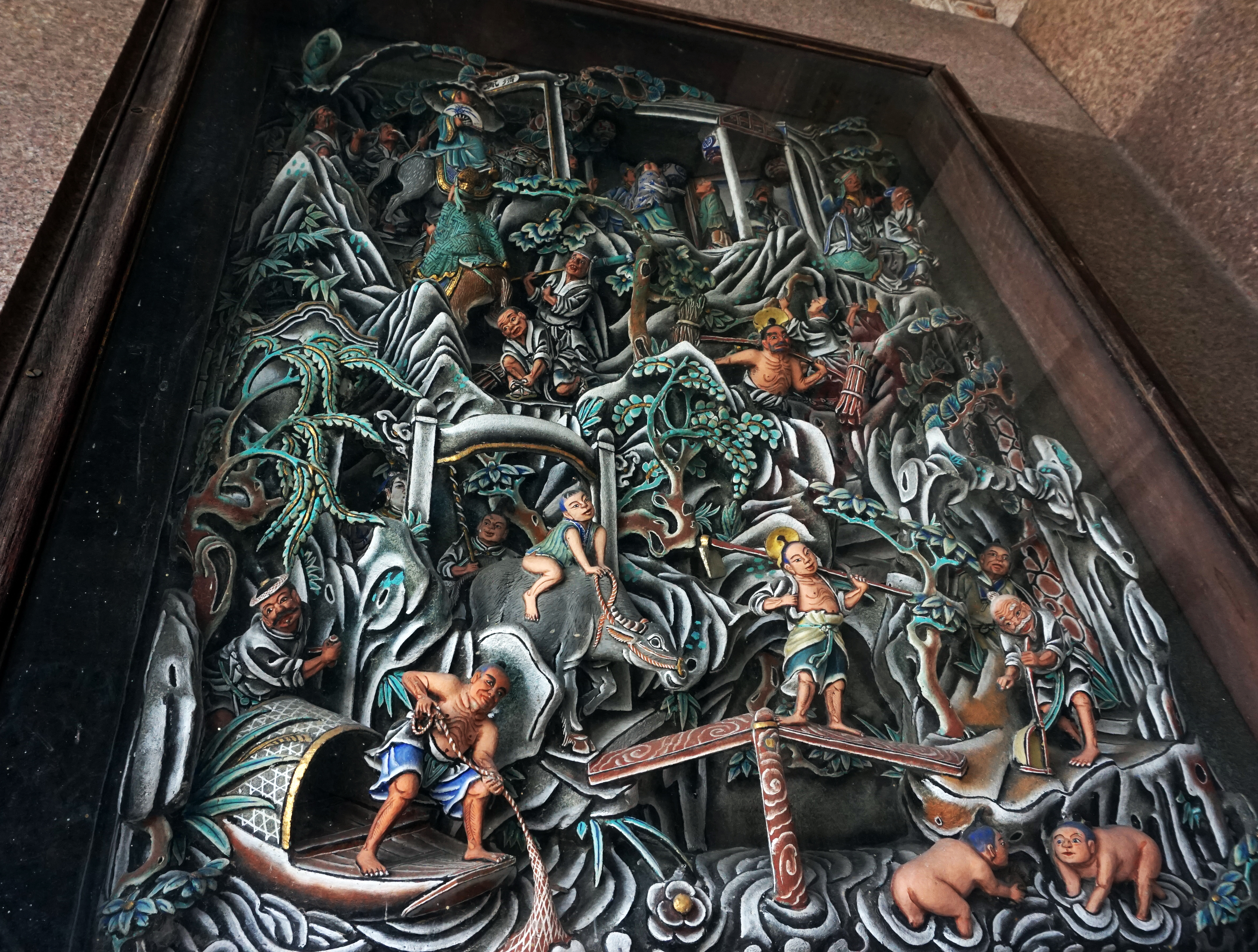
石雕“渔樵耕读”
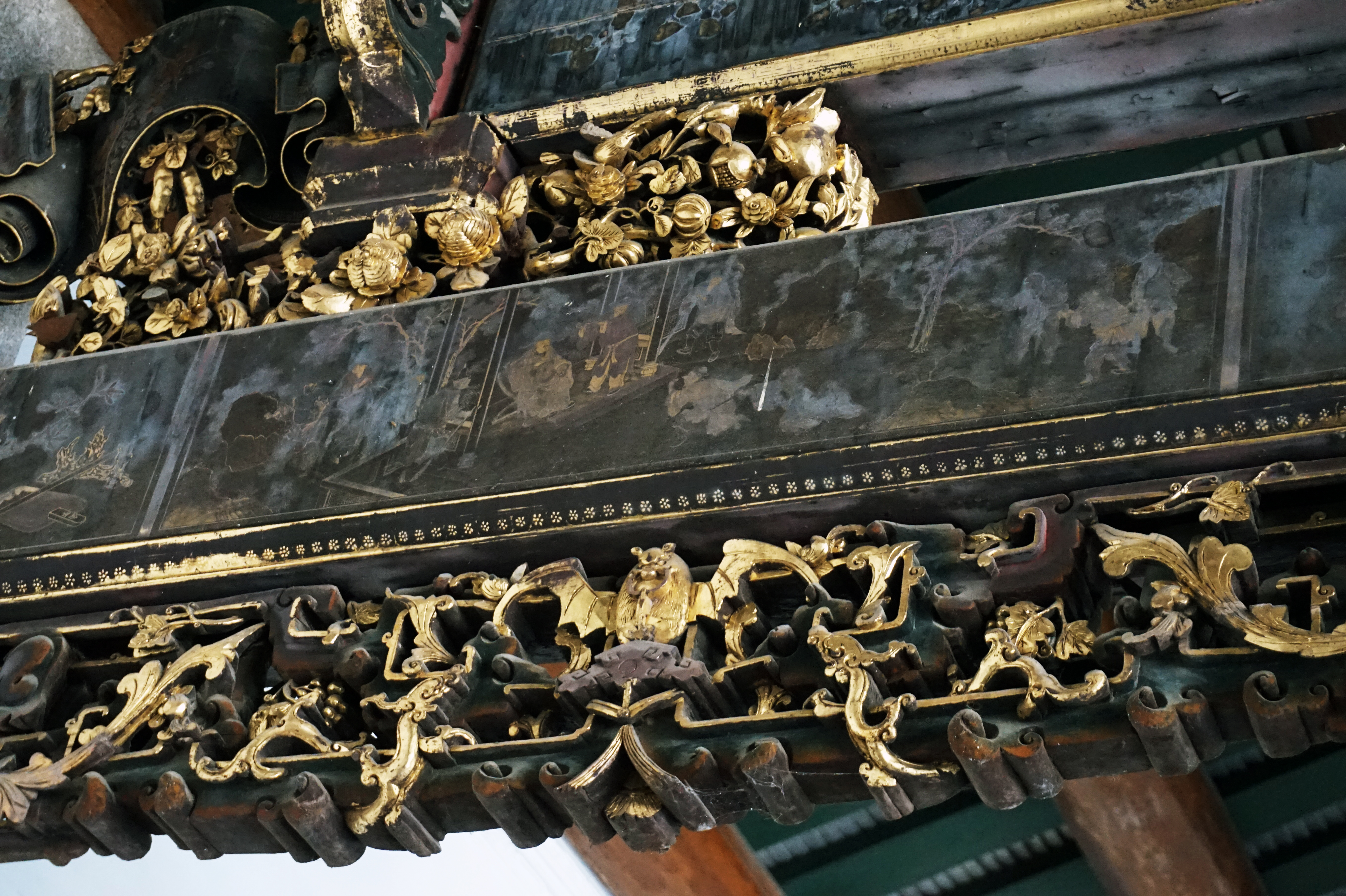
金漆木雕
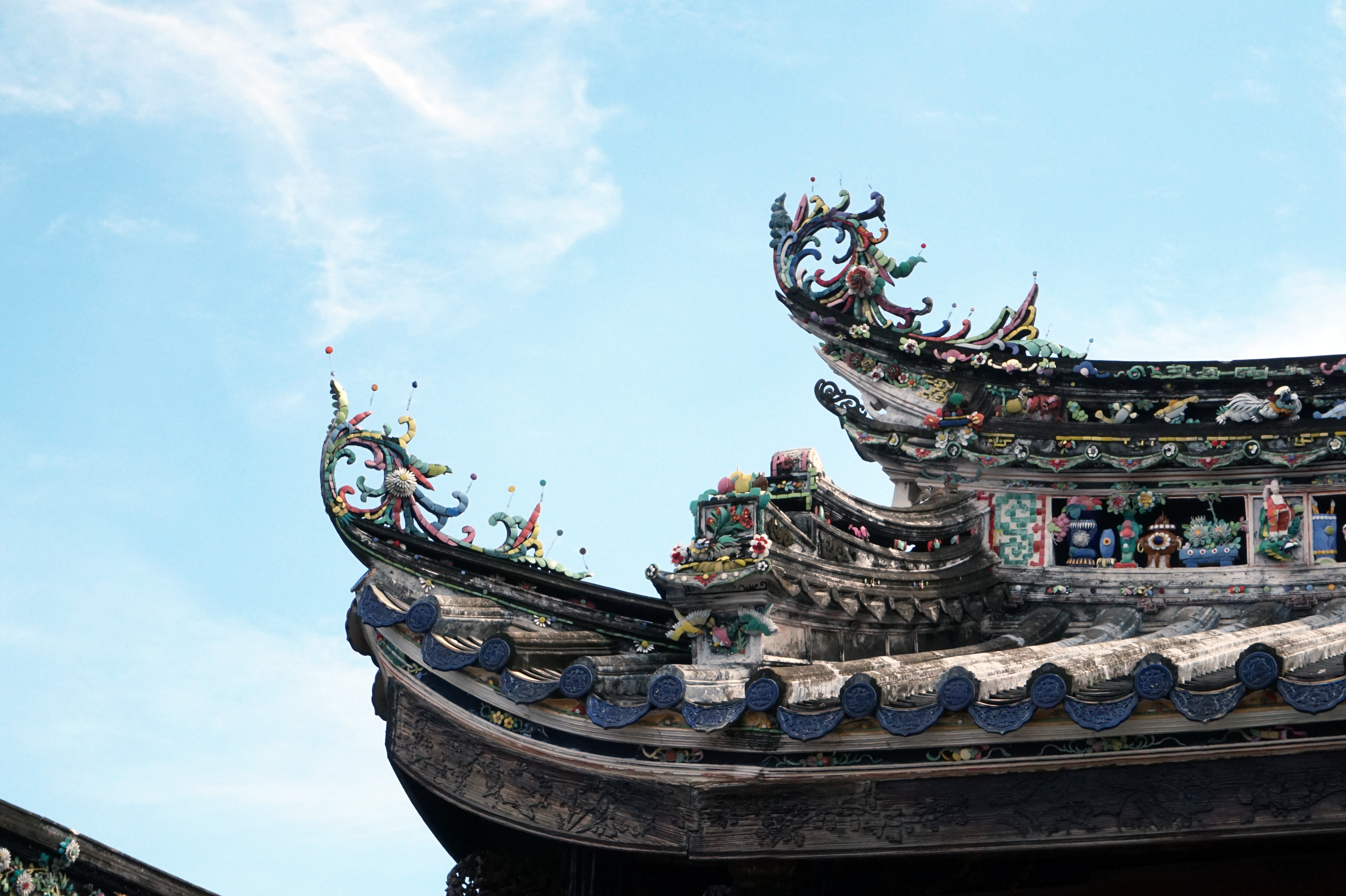
草尾嵌瓷

## 相关事件
2006年11月29日，三名窃贼从熙公祠门柱上的“麻雀戏梅”和“双凤朝牡丹”石雕各一块撬下盗走，后将石雕运至饶平县新丰镇，并以11000人民币价格的贱卖。2007年1月9日，案件破获，后潮安县人民法院开庭审理判决，分别判处三名罪犯有期徒刑13年、11年和10年。
2007年1月15日，两块石雕重新回到从熙公祠。